# Бетті Ґард
Катрін Елізабет «Бетті» Ґард (англ. Katharine Elizabeth «Betty» Garde; нар. 19 вересня 1905 — пом. 25 грудня 1989) — американська акторка.

## Життєпис
Бетті Ґард народилася 19 вересня 1905 року в місті Філадельфія. Закінчила Пенсильванський університет.
На початку 1920-х років Бетті Ґард дебютував на Бродвеї. Дебютувала у кінематографі в 1929 році.
Померла 25 грудня 1989 року в лікарні міста Шерман-Окс, штат Каліфорнія. Була похована на цвинтарі Вестмінстер у Бала-Сінвіді, округ Монтґомері, штат Пенсільванія.

## Фільмографія
| Кінострічки | Кінострічки                             | Кінострічки                               | Кінострічки              | Кінострічки |
| Рік         | Назва (укр.)                            | Назва (англ.)                             | Роль                     | Примітки    |
| ----------- | --------------------------------------- | ----------------------------------------- | ------------------------ | ----------- |
| 1929        | Леді бреше                              | The Lady Lies                             | Гільда Пірсон            |             |
| 1930        | Дама зверху                             | Queen High                                | Флоренс Коул             |             |
| 1931        | Пошкоджене кохання                      | Damaged Love                              | Медж Слоан               |             |
| 1931        | Дівчачі звички                          | The Girl Habit                            | Гетті Генрі              |             |
| 1948        | Телефонуйте Нортсайд 777                | Call Northside 777                        | Ванда Скутник            |             |
| 1948        | Плач великого міста                     | Cry of the City                           | міс Прюетт               |             |
| 1950        | Клітка                                  | Caged                                     | Кітті Старк              |             |
| 1951        | Принц, який був злодієм                 | The Prince Who Was a Thief                | Мірза                    |             |
| 1955        | Єдине бажання                           | One Desire                                | місіс О'Делл             |             |
| 1962        | Дивовижний світ братів Ґрімм            | The Wonderful World of the Brothers Grimm | міс Беттенгаузен         |             |
| Телебачення |                                         |                                           |                          |             |
| Рік         | Назва (укр.)                            | Назва (англ.)                             | Роль                     | Примітки    |
| 1950        | Велика історія                          | The Big Story                             | Енні                     | 1 епізод    |
| 1950–1951   | Саспенз                                 | Suspense                                  |                          | 3 епізоди   |
| 1954        | Маска                                   | The Mask                                  | місіс Новак              | 1 епізод    |
| 1955        | Молодята                                | The Honeymooners                          | Тельма                   | 1 епізод    |
| 1955–1959   | Час чорної металургії Сполучених Штатів | The United States Steel Hour              | мати місіс Флінн         | 2 епізоди   |
| 1956        | Театр Дженерал Електрик                 | General Electric Theater                  | Енні                     | 1 епізод    |
| 1956        | На порозі ночі                          | The Edge of Night                         | Метті Лейн Ґрімзлі       |             |
| 1957        | Приманка                                | Decoy                                     | господиня                | 1 епізод    |
| 1957–1959   | Як обертається світ                     | As the World Turns                        | міс Тейлер               |             |
| 1959        | Містер Щасливчик                        | Mr. Lucky                                 | Мейбел Таверс            | 1 епізод    |
| 1959–1960   | Справжній Маккойс                       | The Real McCoys                           | Аґґі Ларкін              | 2 епізоди   |
| 1959–1960   | Недоторканні                            | The Untouchables                          | Норма Гузик              | 2 епізоди   |
| 1960        | Шевроле, таємниче шоу                   | The Chevy Mystery Show                    | місіс Ендрюс             | 1 епізод    |
| 1960        | Пригоди в раю                           | Adventures in Paradise                    | королева Атея            | 1 епізод    |
| 1961        | Острів'яни                              | The Islanders                             | місіс Арбедутян          | 1 епізод    |
| 1961        | Книга оповідань Ширлі Темпл             | Shirley Temple's Storybook                | квіткарка                | 1 епізод    |
| 1961        | Шах і мат                               | Checkmate                                 | Сара                     | 1 епізод    |
| 1961        | Маршрут 66                              | Route 66                                  | Лідія Салліван           | 1 епізод    |
| 1961        | Сутінкова зона                          | The Twilight Zone                         | місіс Бронсон, пасажирка | 2 епізоди   |
| 1962        | Бен Кейсі                               | Ben Casey                                 | Флорабелль Генкс         | 1 епізод    |
| 1962        | Автівка 54, де ти?                      | Car 54, Where Are You?                    | Ma Дергерт               | 1 епізод    |
| 1971        | Весь шлях додому                        | All the Way Home                          | тітка Саді Фоллет        | телефільм   |